# Dolichopeza fenwicki
Dolichopeza fenwicki är en tvåvingeart som beskrevs av Alexander 1923. Dolichopeza fenwicki ingår i släktet Dolichopeza och familjen storharkrankar. Inga underarter finns listade i Catalogue of Life.